# بيتر كارليسلي
بيتر كارليسلي (بالإنجليزية: Peter Carlisle)‏ هو سياسي أمريكي، ولد في 12 أكتوبر 1952 في الولايات المتحدة. انتخب Mayor of Honolulu ‏.